# Capillipedium magdaleni
Capillipedium magdaleni är en gräsart som beskrevs av Marselein Rusario Almeida. Capillipedium magdaleni ingår i släktet Capillipedium och familjen gräs. Inga underarter finns listade i Catalogue of Life.